# جليسة الأطفال: الملكة القاتلة
جليسة الأطفال: الملكة القاتلة هو فيلم رعب كوميدي أمريكي لعام 2020, من إخراج وإنتاج ماك جي، من سيناريو من تأليف ماك جي ودان لاغانا وبراد موريس وجيمي وأردن.
إنه تكملة لفيلم عام 2017 جليسة الأطفال وبطولة جودا لويس واميلي الين ليند وجينا أورتيغا وروبي أميل وأندرو بكالوريوس وليزلي بيب وهانا ماي لي وبيلا ثورن وسمارا ويفينج وكين مارينو. يواصل الفيلم قصة Cole Johnson ، وهو الآن طالب في السنة الإعدادية في المدرسة الثانوية، والذي يتعين عليه القتال مرة أخرى لضمان بقائه على قيد الحياة طوال ليلة واحدة، حيث يطارده أعداء شيطانيون، قديمًا وجديدًا.
تم إصدار الفيلم في 10 سبتمبر 2020 على نتفليكس. تلقى في الغالب مراجعات سلبية من النقاد.

## القصة
بعد عامين من أحداث الفيلم الأول، لا يزال كول، وهو الآن طالب في المدرسة الثانوية، يحاول إقناع الجميع بأن طائفة شيطانية حاولت حقاً قتله. من دواعي سخطه أن الجميع باستثناء صديقته ميلاني تعتقد أنه موهوم. أقنعه والديه بتناول الدواء، ودون علمه، يخططون لإرساله إلى أكاديمية الطب النفسي. ومع ذلك، يكتشف كول الأمر ويهرب مع ميلاني قبل أن يتمكن والديه من اصطحابه.
يقود الاثنان إلى حفلة على البحيرة، حيث شاهد كول فيبي، طالبة جديدة، تنطلق إلى البحيرة على متن دراجة مائية. في وقت لاحق، على متن قارب، يلعب كول وميلاني وصديقها جيمي وأصدقاؤهم دييغو وبوم بوم لعبة جماعية عندما تقتل ميلاني فجأة بوم بوم بحفرة وتنقذ دمها. ثم كشفت لكول أنها صدقته لأنها كانت أيضًا جزءًا من الطائفة، وتحتاج إلى دمه (مرة أخرى) لتحقيق أمنياتها. واحدًا تلو الآخر، تظهر سونيا وأليسون وماكس وجون (أعضاء الطائفة الأصليون من الفيلم الأول) على القارب ويصطادون كول. ومع ذلك، تظهر فيبي فجأة، تبحث عن الغاز من أجل جت سكي، وتوفر لكول بعض الوقت لتفادي أعضاء الطائفة والقفز خلف فيبي على جت سكي. مع مطاردتهم لماكس، ابتعد الاثنان عن القارب، لكن ماكس أطلق مسدسًا في الجت سكي.
بمجرد وصوله إلى الأرض، يشرح كول كل شيء لفيبي التي تصدقه. تتعقبهم ميلاني باستخدام ولاعة لإشعال النار من مسار غاز خلفه جت سكي. سونيا هي أول من حاول قتلهم، لكنهم انتهى بهم الأمر بدهسها بسيارة تركها شخص غريب وقطع رأسها بلوح التزلج. عثرت عليها أليسون، لكن الاثنين حاصراها بين إسفين ضيق من الصخور ومزقا رأسها. صعد الاثنان على متن قارب وانطلقوا، لكن ماكس يمسك بطوف النجاة المتصل بمؤخرته ويكون قادرًا على سحب نفسه على القارب. ومع ذلك، قام فيبي بإشعال النار فيه بعلبة من الخيط السخيف والولاعة، ثم قام بتمزيقه بمروحة القارب عندما تمكن من النجاة من الهجوم.
يصل كول وفيبي إلى كابينة العائلة القديمة في فيبي، حيث لجأوا ويأملون في انتظار الليل. في مخبأ المقصورة، تكشف فيبي لماكس أن والديها ماتا بسبب اصطدامها بهما في حادث سيارة مميت. بدلاً من السخرية منها، تعجب كول بقوتها ويمارس الاثنان الجنس. تستدعي ميلاني والد كول أرشي، الذي كان يبحث عنه بشكل محموم، وتزويره وهو في حالة سكر حتى يتمكن من اصطحابهم. في الواقع، تأمل ميلاني في استخدام آرشي لإخراج كول من القبو في المقصورة. يقود خوان والد ميلاني وأرتشي إلى المقصورة ويلتقيان بميلاني وجون، لكن خطتها تأتي بنتائج عكسية عندما خرج كول وفيبي من المخبأ مسلحين بأقواس متشابكة ويقتلان جون بثريا قرن الغزلان. ومع ذلك، يعطي آرتشي كول عقارًا منومًا، ويفقد الوعي. ارشي يهرب مع كول في سيارته. ميلاني تقتل خوان وتأخذ فيبي للتضحية بدلاً من ذلك.
أثناء التوقف بحثًا عن الغاز، استعاد كول وعيه أخيراً، وأغلق آرتشي خارج السيارة وعاد إلى البحيرة، مصممًا على إنقاذ فيبي. في خليج صغير، تستعد ميلاني لاستخدام دم فيبي عندما يظهر كول ويتطوع للتضحية. في تحول مفاجئ للأحداث، تخرج بي من الماء وتكمل التضحية بنفسها. سونيا، أليسون، ماكس، جون (الذين تم إحياءهم جميعًا من أجل الطقوس), وميلاني يشربون مزيجًا من دم كول وبوم بوم. ومع ذلك، فإن هذه الطقوس لا تعمل، لأن كول قد مارس الجنس مع فيبي ولم يعد «بريئًا». واحدًا تلو الآخر، يبدأ كل عضو من أعضاء الطائفة في الذوبان في الأرض. بي، التي لم تشرب الدم، تكشف لكول أنها كانت أيضًا جليسة أطفال فيبي، وكانت مسؤولة عن حادث السيارة الذي قتل والدي فيبي. أبرمت بي صفقة مع الشيطان لإنقاذ حياة فيبي. قامت بتنسيق الحدث بأكمله (بما في ذلك تسريب بعض غاز فيبي حتى تضطر إلى التوقف عند القارب الذي كان كول يطلب المزيد، وبالتالي السماح له بالهروب معها) حتى تتمكن فيبي وكول من الاتحاد وهزيمة الطائفة. ومع ذلك، بما أن بي لا تزال شيطانًا، فإنها تشرب الدم وتعطي نفسها لإنقاذ الاثنين. يظهر آرشي، وبعد أن شهد كل شيء، يعتقد الآن أن ما قاله كول كان صحيحًا. عندما تشرق الشمس. يحتضنا كول وفيبي بعضهما ويقبلا بعض.
في مشهد إنتهاء الفيلم، يتم عرض «كتاب الشيطان» (من الفيلم الأول) لبي على الرمال، ولا يزال سليماً.

## طاقم الممثلين
- جودا لويس بدور كول
- اميلي الين ليند بدور ميلاني
- روبي أميل بدور ماكس
- كينغ باش بدور جون
- ليزلي بيب بدور فيليس
- هانا ما لي بدور سونيا
- بيلا ثورن بدور أليسون
- كين مارينو بدور أرشي
- كريس ايلد بدور جوان

## الإصدار
تم إصدار الفيلم على نتفليكس في 10 سبتمبر 2020.

## الآت
أكد ماك جي أن لديه خططاً لتكملة أخرى، إذا أراد المعجبون ذالك.